# (20031) 1992 OO
1992 أو أو (ويعرف أيضًا باسم (20031) 1992 أو أو وفق تسمية الكوكب الصغير) (بالإنجليزية: 1992 OO)‏ هو كويكب ضمن حزام الكويكبات؛ وترتيبه 20031 من حيث الاكتشاف.
اكتُشف هذا الجُرم الفلكي بواسطة اليانور إف. هيلين في 27 يوليو 1992.

## وصلات خارجية
- (20031) 1992 OO في قاعدة بيانات مختبر الدفع النفاث لأجرام النظام الشمسي الصغيرة

- الاكتشاف · مخطط المدار ·  العناصر المدارية · المعلمات المادية

- (20031) 1992 OO على موقع ويكي سكاي: DSS2, SDSS, GALEX, IRAS, Hydrogen α, X-Ray, Astrophoto, Sky Map, Articles and images